# Панчарево
Панчарево (мкд. Панчарево) је насеље у Северној Македонији, у источном делу државе. Панчарево је у саставу општине Пехчево.

## Географија
Панчарево је смештено у источном делу Северне Македоније, близу државне границе са Бугарском - 2 km источно од насеља. Од најближег града, Берова, насеље је удаљено 22 km северно.
Насеље Панчарево се налази у историјској области Пијанец. Насеље се развило у долини речице Лаго, на западним падинама планине Влајне. Источно од насеља тече река Брегалница горњим делом свог тока. Надморска висина насеља је приближно 910 метара.
Месна клима је планинска због знатне надморске висине.

## Историја
У месту "Паничареву" (по српском) је радила српска народна школа 1867-1877. године.

## Становништво
Панчарево је према последњем попису из 2002. године имало 375 становника.
Претежно становништво у насељу су етнички Македонци (100%).
Већинска вероисповест месног становништва је православље.

## Познати Панчаревчани
- Димитар Гоцев (1945 -) историчар, председник Македонског научног института у Софији, бивши председник ВМРО - БНД
- Ангел Шопов, бугарски револуционар.
- Мето Јовановски (1946-2023), Филмски и позоришни глумац.